# 渠县汉阙
渠县汉阙是四川省达州市渠县的冯焕阙、沈府君阙、赵家村汉阙（含赵家村东无铭阙、赵家村西无铭阙2处）、王家坪汉阙、蒲家湾汉阙6处汉阙的统称。
渠县汉阙共六处七尊，为东汉至西晋墓前石阙，是中国现存地面上时代最早、最集中、数量最多、保存较为完整的仿木结构建筑遗存。渠县汉阙占中国现存汉阙总数的四分之一，渠县也因此于2009年被中国文物学会命名为“中国汉阙之乡”。
1956年，6处汉阙分别列入第一批四川省文物保护单位。1961年，冯焕阙、沈府君阙列入第一批全国重点文物保护单位；2001年公布第五批全国重点文物保护单位时，将赵家村汉阙、王家坪汉阙、蒲家湾汉阙与冯焕阙、沈府君阙合并，并称渠县汉阙。中国汉阙文化博物馆于2014年3月开工建设，2015年建成开放。2016年11月，《渠县汉阙保护规划》由四川省人民政府公布。2019年，在每座汉阙外围架设了钢架玻璃棚加以保护。

## 列表
| 名称           | 地点         | 定位                                            | 图片 |
| -------------- | ------------ | ----------------------------------------------- | ---- |
| 冯焕阙         | 土溪镇汉阙村 | 31°01′27″N 107°02′20″E / 31.02412°N 107.03881°E |      |
| 沈府君阙       | 土溪镇汉亭村 | 31°03′25″N 106°59′55″E / 31.05698°N 106.99851°E |      |
| 赵家村东无铭阙 | 土溪镇汉阙村 | 31°01′20″N 107°02′41″E / 31.02230°N 107.04463°E |      |
| 赵家村西无铭阙 | 土溪镇汉阙村 | 31°01′22″N 107°02′29″E / 31.02271°N 107.04143°E |      |
| 王家坪汉阙     | 土溪镇平碾村 | 31°02′42″N 107°00′44″E / 31.04498°N 107.01234°E |      |
| 蒲家湾汉阙     | 土溪镇汉亭村 | 31°03′34″N 106°59′43″E / 31.05944°N 106.99527°E |      |